# Ashton Kutcher
Christopher Ashton Kutcher (Cedar Rapids, Iowa, 1978. február 7. –) amerikai színész, filmproducer, vállalkozó és egykori modell..

## Fiatalkora
Az iowai Cedar Rapidsban született, Larry Kutcher és Diane Portwood gyermekeként. amerikai, ír-amerikai, indián és cseh származású (vezetékneve is cseh eredetű) munkáscsaládból származik. Egy ikertestvére, Michael és egy három évvel idősebb, Tausha nevű nővére van. 1991-ben a szülők a válás mellett döntöttek, a gyerekek anyjuknál maradtak, aki hamarosan újra férjhez ment, és a család átköltözött Homesteadbe.
Amikor középiskolás lett, Ashton sokat sportolt, futballozott, birkózott és gyakran fellépett az iskolai színdarabokban és musicalekben. Első szerepét, egy tolvajt a The Crying Princess and the Golden Goose-ben alakította. Érettségi előtt állt, mikor néhány barátjával tanítás után betörtek az iskolába, hogy némi pénzt szerezzenek a szódaautomatából, de lebuktak. Viszont nem csak a törvénnyel került összeütközésbe, hanem megtiltottak neki minden iskolán kívüli tevékenységet, beleértve a színjátszást is. Az érettségi után 1996-ban az Iowai Egyetem biokémikus-mérnök szakán folytatott tanulmányokat. Mivel otthonról kevés támogatást kapott, Ashton a tanulás mellett alkalmi munkákat is vállalt.

## Pályafutása

### Modellként
Egyetemi tanulmányai azonban hamar félbeszakadtak, ugyanis egy bárban felfigyelt rá egy modellügynök, és azt ajánlotta neki, hogy nevezzen be az iowai ifjú modellek tehetségkutató versenyére. Némi habozás után beleegyezett és meg is nyerte a versenyt, amelynek első díja egy New York-i utazás volt, egybekötve az 1997-es modellversennyel. Ashton itt nem került az elsők közé, viszont szerződtette a Next nevű ügynökség, és így világ körüli útra indult: fotózták Párizsban és Milánóban, olyan neves cégek ruháit mutatta be, mint Calvin Klein vagy a Versace. Ő azonban Los Angelesbe szeretett volna költözni és színész lenni.

### Színészi pályafutása
1998-ban két induló tévésorozat próbafelvételein is részt vett: a Wind on Water és Azok a 70-es évek show. Meglepetésére mindkettőben komoly szerepet ajánlottak neki, így döntenie kellett, melyiket vállalja. Szerencséje volt, mert az utóbbi mellett döntött, Michael Kelsót egészen 2005-ig alakíthatta, míg az előbbi műsort néhány epizód után abbahagyták.
Míg a tévésorozatban sztár volt, a játékfilmezést kis szerepekkel kezdte a 2000-ben bemutatott Hulla, hó telizsák és a Rád vagyok kattanva című filmekben. Még ugyanebben az évben megkapta a Hé, haver, hol a kocsim? egyik főszerepét. Barátnőjével, January Jonesszal – akivel 1997 óta élt együtt – 2001-ben szakított. Ashton ezt követően James Van Der Beek társaságában a Texas Rangers (2001) című, 1875-ben játszódó filmben Alfred Molina ellenlábasa volt. A western után 2003-ban egy vígjáték következett, A főnököm lánya, amelyben egy kiadóvállalatnál dolgozó fiatalembert alakított, aki a főnöke lányáról álmodozik. Kutcher társproducerként is közreműködött a film elkészítésében.
Következő filmjében, a Shawn Levy által rendezett Szakítópróba (2003) című romantikus vígjátékban egy szegény, cseppet sem jól nevelt fiatalembert alakított, aki beleszeret egy gazdag és elkényeztetett lányba, Sarahba (Brittany Murphy). 2003-ban önálló televíziós műsora indult, a híres embereket átverős Punk’d – SztÁruló. A 2004-ben bemutatott Pillangó-hatás című scifi-drámának Ashton főszereplője és vezető producere is volt. A filmmel a kritikusok elismerését is kivívta.
2005 decemberében kezdte forgatni a Hullámtörők című akciófilmet, amelyben Kevin Costner partnereként beképzelt úszóbajnokot alakít. A Míg a jackpot el nem választ (2008) című romantikus vígjátékban Cameron Diazzal, a Személyes vonatkozás című krimiben Michelle Pfeifferrel játszott.
A filmezés mellett Los Angelesben működő Dolcé nevű olasz éttermét is vezeti.

## Magánélete
Brittany Murphyvel 2003 végéig élt párkapcsolatban. Ezután Kutcher a nála tizenhat évvel idősebb Demi Moore párja lett. Beverly Hills-ben, 2005. szeptember 24-én a kabbala szerint örök hűséget fogadtak egymásnak. Az esküvőn mindössze százan vettek részt (köztük Bruce Willis, Demi Moore exférje, gyermekeinek apja is), és a sajtót is távol tartották az eseményről. A színésznőnek ez már a harmadik házassága volt. 2013-ban váltak el.
2015-től Mila Kunis házastársa, két gyermekük született.

## Filmográfia

### Film
| Év   | Magyar cím                          | Eredeti cím                                  | Szerep                         | Magyar hang       |
| ---- | ----------------------------------- | -------------------------------------------- | ------------------------------ | ----------------- |
| 1999 | Lányok a csúcson                    | Coming Soon                                  | Louie                          |                   |
| 2000 | Rád vagyok kattanva                 | Down to You                                  | Jim Morrison                   |                   |
| 2000 | Hulla, hó, telizsák                 | Reindeer Games                               | főiskolás srác                 |                   |
| 2000 | Hé, haver, hol a kocsim?            | Dude, Where's My Car?                        | Jesse Montgomery III           | Simonyi Balázs    |
| 2001 | Texas Rangers                       | Texas Rangers                                | George Durham                  | Karácsonyi Zoltán |
| 2003 | Szakítópróba                        | Just Married                                 | Tom Leezak                     | Hevér Gábor       |
| 2003 | A főnököm lánya                     | My Boss's Daughter                           | Tom Stansfield                 | Zámbori Soma      |
| 2003 | Tucatjával olcsóbb                  | Cheaper by the Dozen                         | Hank (stáblistán nem szerepel) | Zámbori Soma      |
| 2004 | Pillangó-hatás                      | The Butterfly Effect                         | Evan Treborn                   | Betz István       |
| 2005 | A csajom apja ideges                | Guess Who                                    | Simon Green                    | Zámbori Soma      |
| 2005 | Szerelem sokadik látásra            | A Lot like Love                              | Oliver Martin                  | Hevér Gábor       |
| 2006 | Bobby Kennedy – A végzetes nap      | Bobby                                        | Fisher                         | Markovics Tamás   |
| 2006 | Hullámtörők                         | The Guardian                                 | Jake Fischer                   | Hevér Gábor       |
| 2006 | Nagyon vadon                        | Open Season                                  | Elliot (hangja)                | Csőre Gábor       |
| 2008 | Míg a jackpot el nem választ        | What Happens in Vegas                        | Jack Fuller                    | Tokaji Csaba      |
| 2009 | Toyboy – Selyemfiú a pácban         | Spread                                       | Nikki                          | Hevér Gábor       |
| 2009 | Személyes vonatkozás                | Personal Effects                             | Walter                         | Hevér Gábor       |
| 2010 |                                     | Brother's Justice                            | önmaga                         |                   |
| 2010 | Valentin nap                        | Valentine's Day                              | Reed Bennet                    | Nagy Ervin        |
| 2010 | Bérgyilkosék                        | Killers                                      | Spencer Aimes                  | Nagy Ervin        |
| 2011 | Csak szexre kellesz                 | No Strings Attached                          | Adam Franklin                  | Karácsonyi Zoltán |
| 2011 | Szilveszter éjjel                   | New Year's Eve                               | Randy                          | Nagy Ervin        |
| 2013 | Jobs – Gondolkozz másképp           | Jobs                                         | Steve Jobs                     | Nagy Ervin        |
| 2014 | Annie                               | Annie                                        | Simon Goodspeed (cameo)        | Fehér Tibor       |
| 2014 | Az ember, aki megmentette a világot | The Man Who Saved the World (dokumentumfilm) | önmaga                         |                   |
| 2022 | Bosszú                              | Vengeance                                    | Quinten Sellers                | Zámbori Soma      |
| 2023 | Nálad vagy nálam?                   | Your Place or Mine                           | Peter                          | Hevér Gábor       |

### Televízió
| Év        | Magyar cím               | Eredeti cím        | Szerep                         | Megjegyzések                                                                                             |
| --------- | ------------------------ | ------------------ | ------------------------------ | --- |
| 1998–2006 | Azok a 70-es évek show   | That '70s Show     | Michael Kelso                  | - 183 epizód - főszereplő (1-7. évad) - visszatérő szereplő (8. évad) - magyar hangja: - Markovics Tamás |
| 2001      | Divatalnokok             | Just Shoot Me      | Dean Cassidy                   | 1 epizód                                                                                                 |
| 2002      | A Sorscsapás család      | Grounded for Life  | Scott unokatestvér             | 1 epizód                                                                                                 |
| 2003–2012 | Punk’d – SztÁruló        | Punk'd             | önmaga / házigazda             | megalkotó és producer                                                                                    |
| 2005      | Robotcsirke              | Robot Chicken      | több szereplő hangja           | 3 epizód                                                                                                 |
| 2008      |                          | Miss Guided        | Beaux                          | 1 epizód                                                                                                 |
| 2011–2015 | Két pasi – meg egy kicsi | Two and a Half Men | Walden Schmidt                 | - főszereplő - 84 epizód (9–12. évad)                                                                    |
| 2013      | Négy férfi, egy eset     | Men at Work        | Eric (stáblistán nem szerepel) | 1 epizód                                                                                                 |
| 2016      | Family Guy               | Family Guy         | önmaga (hangja)                | 1 epizód                                                                                                 |
| 2016–2020 | A farm                   | The Ranch          | Colt Bennett                   | főszereplő (80 epizód)                                                                                   |
| 2017      |                          | The Bachelorette   | önmaga                         | 1 epizód (13. évad)                                                                                      |
| 2022      | A fiúk                   | The Boys           | önmaga                         | 1 epizód (3. évad)                                                                                       |
| 2023      | Azok a 90-es évek show   | That '90s Show     | Michael Kelso                  | - 1 epizód - magyar hangja: - Markovics Tamás                                                            |